# Abundancia (mitología)

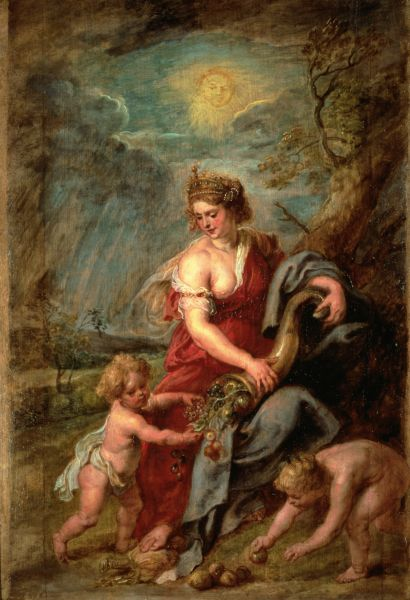
Abundancia (ca. 1630) de Rubens

En la religión de la Antigua Roma, Abundancia (pronunciación en latín: [abʊnˈdantɪ.a]) era la diosa que personificaba el éxito y la prosperidad. Era una de las encarnaciones de las virtudes romanas dentro del culto imperial de la "Edad Dorada", que alzaba al Emperador como el procurador del bienestar del Imperio. Como tal, Abundancia aparece en el arte romano, la cultura y la literatura latina, pero tiene poca presencia en la mitología en sí. Puede haber sobrevivido de alguna forma en la Galia romana y en la Francia Medieval.

## Roma

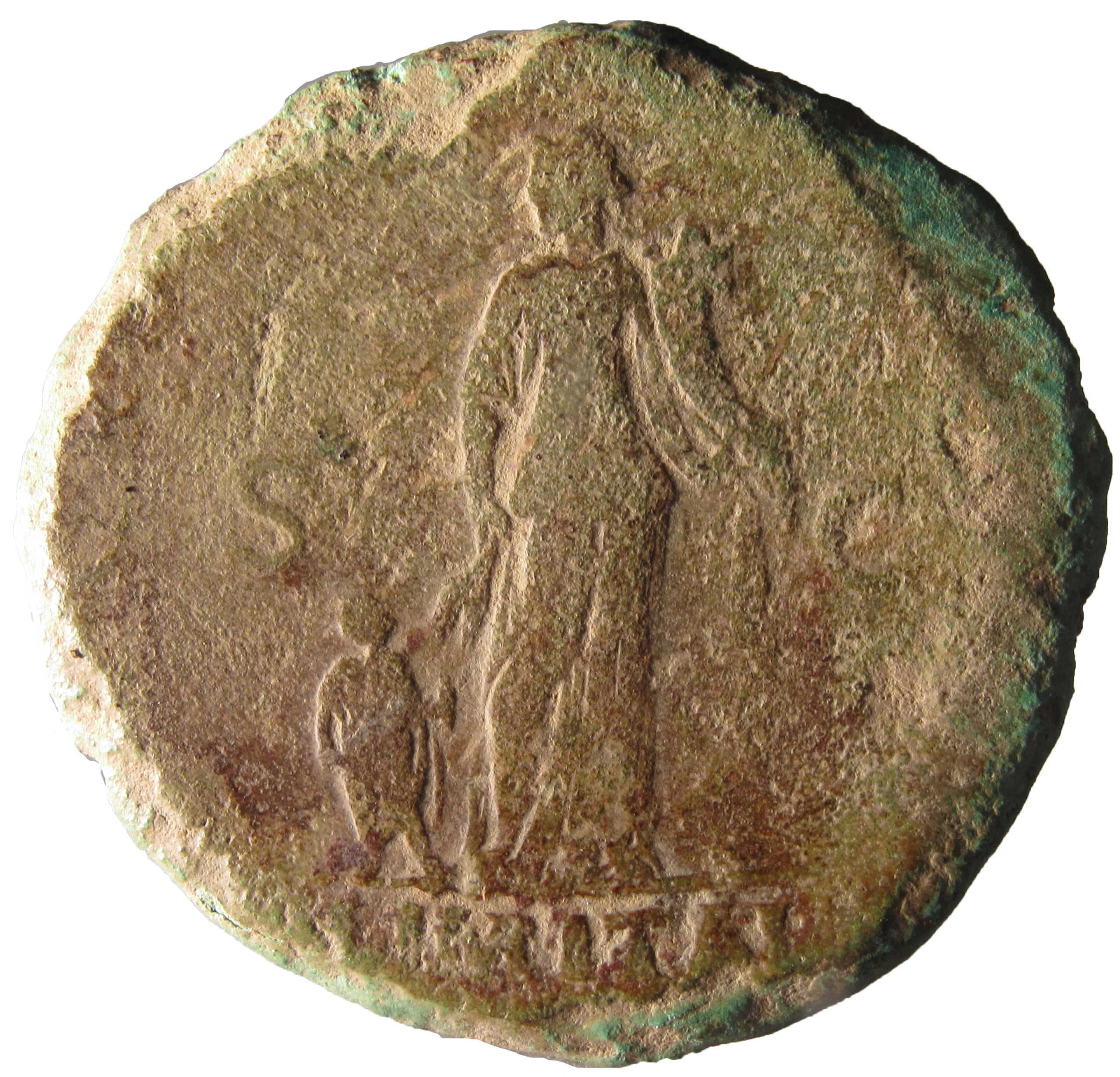
Una aleación de cobre Sestercio romano de Trajano, 98-117 d.C., que representa a Abundantia de pie sosteniendo mazorcas de maíz y cornucopias.

El poeta Ovidio da a Abundancia un papel en el mito del dios del río Aqueloo, uno de cuyos cuernos fue arrancado de su frente por Hércules. El cuerno fue tomado por las Náyades y transformado en la cornucopia que posteriormente fue otorgada a Abundancia (otros mitos etiológicos dan diferentes versiones del origen de la cornucopia). En la acuñación de monedas de Nerón, esta fue asociada con Ceres e igualada a Annona, que representaba el suministro de grano. Al igual que Annona, Abundancia era una "virtud presente" en algunos lugares como el puerto, por donde el grano entraba en la ciudad.
La diosa Abundancia aparece en la iconografía de los misterios de Mitra en una vasija proveniente de Lezoux, en la provincia romana de la Galia Aquitania. La imagen presenta la tauroctonía, un aspecto central en la religión. Abundancia se encuentra sentada y sostiene una cornucopia como imagen de "la abundancia que proviene del acto de Mitra".

## Supervivencia de la diosa
Se ha sugerido que la diosa gala Rosmerta tiene una equivalencia funcional a Abundancia, pero en las inscripciones nunca se las identifica. Guillermo de Auvernia, obispo de París, menciona a "Domina Abundia" (Señora Abundia), que también aparece en el Roman de la Rose como "Dame Habonde". El obispo deriva su nombre de "abundantia". De noche, las dominae entran en las casas donde se les han hecho ofrendas y comen y beben de los recipientes, pero su contenido no disminuye. Si quedan satisfechas, traen prosperidad y fertilidad. Guillermo definía estas prácticas como una forma de idolatría.  Algunos estudiosos del folclore del siglo XIX ven estas figuras como las hadas de la cultura celta.
Nicolás de Cusa relata que durante sus viajes a los Alpes franceses en 1457, había conocido a dos ancianas que le contaron que estaban al servicio de Domina Abundia. Se identificaron como cristianas apóstatas, y fueron a prisión acusadas de brujería. Nicolás de Cusa creía que habían sido engañadas por el diablo, pero aun así, pensaba que sólo deberían cumplir una pena en lugar de ser quemadas en la hoguera.

## Arte y alegorías
En el arte occidental, Abundancia es a menudo retratada sosteniendo su cornucopia y gavillas de maíz y de trigo.